# سیر طلایی
سیر طلایی (نام علمی: Allium flavum) نام یک گونه از سرده والک است.